# Fort Richmond
Pour les articles homonymes, voir Richmond.
Circonscription électorale provinciale du Canada
Fort Richmond est une circonscription électorale provinciale du Manitoba (Canada).
La circonscription est entourée par Fort Garry-Riverview, Saint-Norbert, Riel et Rivière-Seine. D'une population de 20 750 en 2006, l'Université du Manitoba, le plus grand établissement post-secondaire de la province, se trouve dans les limites de la circonscription.

## Liste des députés
| Fort Richmond                                        | Fort Richmond                                        | Fort Richmond                                        | Fort Richmond                                        | Fort Richmond                                        | Fort Richmond                                        |
| Nom                                                  | Nom                                                  | Parti                                                | Mandat                                               | Législature                                          |                                                      |
| Circonscription issue de Saint-Norbert et Fort Garry | Circonscription issue de Saint-Norbert et Fort Garry | Circonscription issue de Saint-Norbert et Fort Garry | Circonscription issue de Saint-Norbert et Fort Garry | Circonscription issue de Saint-Norbert et Fort Garry | Circonscription issue de Saint-Norbert et Fort Garry |
| ---------------------------------------------------- | ---------------------------------------------------- | ---------------------------------------------------- | ---------------------------------------------------- | ---------------------------------------------------- | ---------------------------------------------------- |
|                                                      | Kerri Irvin-Ross                                     | Néo-démocrate                                        | 2011 - 2016                                          | 40e                                                  |                                                      |
|                                                      | Sarah Guillemard                                     | Progressiste-conservateur                            | 2016 - 2019                                          | 41e                                                  |                                                      |
|                                                      | Sarah Guillemard                                     | Progressiste-conservateur                            | 2019 - 2023                                          | 42e                                                  |                                                      |
|                                                      | Jennifer Chen (en)                                   | Néo-démocrate                                        | 2023 - présent                                       | 43e                                                  |                                                      |